# نیکلاوس هارننکور
نیکلاوس هارننکور (آلمانی: Nikolaus Harnoncourt؛ زادهٔ ۶ دسامبر ۱۹۲۹ – درگذشتهٔ ۵ مارس ۲۰۱۶) رهبر ارکستر اهل اتریش بود. او، در طول دوران فعالیت حرفه‌ای خود، برندهٔ چندین جایزهٔ معتبر جهانی شد.